# IB 스포츠 (텔레비전 채널)
IB 스포츠(IB SPORTS)는 대한민국의 종합 스포츠 전문 유료 방송 채널이다.

## 특징
2009년 생긴 IPTV 최초의 스포츠 전문 채널이다. IPTV 최초의 골프 전문 채널 GOLF & PBA도 함께 운영하고 있다. IPTV의 특성인 양방향 방송통신융합을 이용한 방송 제작진과 실사용자인 시청자의 요구 충족을 위하여 2010년부터 2012년까지 KBO 리그 중계에서 멀티 앵글 및 편파중계 생방송을 실시하였고 2013년에는 스마트 양방향 골프 중계방송을 선보인 바 있다. 2018년부터 국내최초로 WWE와의 파트너십 연장 체결로 그동안 한국어 녹화중계를 했던 프로그램 WWE 스맥다운과 월간 PPV를 비롯해 WWE 러 WWE NXT까지 추가하여 한국어 생중계 방송으로 전환하여 진행하고 있다. 2009년 KBO 시작으로 AFC 챔피언스리그, KBL, KFA, KBSA, PGA, MLB, UFC, K리그 등 다양한 중계권을 확보해 방영하였다. 2019년에는 자사 3번째 채널인 WORLD CLASSIC MOVE  개국해 3개의 방송 채널을 보유하고 있다.

## 아나운서
- 김태우 (팀장)
- 정찬우 (부장)
- 정승호
- 홍석현
- 홍석준

## 방송
WWE
- 조경호
- 이석무 (이데일리 기자)
- 김대호 (웹툰작가)

프로축구 K리그
- 강성주 (선수출신, 에이전트, 해설위원, 유튜버)

농구
- 정태균

- 이상윤
  - 경력 : 상명대학교 감독, 해설위원

### 격투기
- 서두원

## 트리비아
GOLF&PBA, 월드클래식무비 또한 IB 스포츠 자사 채널이다. 
제 2회 WBC중계권 입찰에서 뉴미디어 중계권까지 포함한 묶음 중계권을 MLB로부터 구매하였다. 
과거 존재했던 스포츠채널 엑스포츠 (Xports) 직원의 상당수가 IB스포츠로 넘어와 진행하고 있다. 

## 같이 보기
- 골프 채널
- SBS 골프
- SBS 골프 2
- tvN 스포츠
- SBS 스포츠
- MBC 스포츠플러스
- MBC 스포츠플러스 2(폐지)
- KBS N 스포츠
- JTBC3 Fox Sports(폐지)
- SPOTV
- SPOTV2
- 스카이 스포츠